# Gustav Kjell
Gustav Kjell, född 18 januari 1996, är en svensk friidrottare och sprinter. 
Gustav Kjell deltog 2015 på 100 meter vid junior-EM i Eskilstuna. Han tog sig vidare som trea i sitt försöksheat med 10,64, sedan gick han också vidare som fyra i sitt semifinalheat (10,77) varefter han kom sexa i finalen, med tiden 10,76. Han sprang också stafett 4 x 100 meter ihop med Emil von Barth, Thobias Nilsson Montler och Austin Hamilton; det svenska laget vann guldmedalj med tiden 39,73, vilket var nytt svenskt juniorrekord.

## Personliga rekord
| Utomhus - 100 meter – 10,50 (Skara 6 juni 2015) - 200 meter – 21,75 (Esbo, Finland 30 augusti 2015) | Inomhus - 60 meter – 6,83 (Göteborg 1 mars 2015) - 200 meter – 22,71 (Huddinge 16 januari 2015) |

### Fotnoter
1. 1 2  ”European Athletics U20 Championships - Eskilstuna 2015” (på engelska). european-athletics.org. http://www.european-athletics.org/competitions/european-athletics-u20-championships/history/year=2015/results/index.html. Läst 27 oktober 2017.
2. 1 2 3 4 5  ”Personsida på IAAF:s webbplats” (på engelska). iaaf.org. https://www.iaaf.org/athletes/sweden/gustav-kjell-302612. Läst 25 september 2019.
3. ↑  Hedman, Jonas (19 juli 2015). ”SVENSKT JEM-GULD!”. friidrott.se. Arkiverad från originalet den 27 oktober 2017. https://web.archive.org/web/20171027130622/http://www.friidrott.se/nyheter.aspx?id=18398. Läst 27 oktober 2017.
4. 1 2 3  ”Personsida på European Athletics' webbplats” (på engelska). european-athletics.org. http://www.european-athletics.org/athletes/group=k/athlete=139109-kjell-gustav/index.html. Läst 25 september 2019.